# Famille de Chérade de Montbron
Pour l’article homonyme, voir Famille de Montbron.
La famille de Chérade de Montbron est une famille subsistante de la noblesse française, originaire d'Angoulême où Clément Chérade, son premier auteur, était marchand de draps au milieu du XVIIe siècle.

## Histoire
La famille de Chérade de Montbron est anoblie en 1693 par la fonction de maire d'Angoulême et en 1712 par une charge de secrétaire du roi.
Une branche s'est établie en Limousin et possédait la seigneurie de Drouilles, dans la commune de Blond (Haute-Vienne). Louis-Jacques de Montbron comparut à l'assemblée de la noblesse de Limoges (1789). Au XIXe siècle la famille possédait le château de Montagrier, dans la commune de Saint-Bonnet-de-Bellac (Haute-Vienne).
Il y eut aussi une branche fixée à La Rochelle.
En Poitou, elle posséda notamment, la baronnie de Thuré.

## Filiation
- L'auteur de cette famille Clément Chérade, marchand de draps à Angoulême, réalisa dans son commerce et dans la banque une fortune considérable. Marié à Madeleine Cladier, il eut entre autres enfants Étienne Chérade, qui suit[5].
- Étienne Chérade (né le 14 janvier 1663 à Angoulême et mort le 24 octobre 1714 au Petit Mas à Vouthon), avocat au barreau d'Angoulême en 1690, acquit les charges de lieutenant particulier (1689-1692) et de premier conseiller du roi au siège présidial d'Angoumois, de lieutenant général de la sénéchaussée et siège présidial d'Angoumois (1691), de maître des eaux et forêts de l'Angoumois (1692), de maire perpétuel d'Angoulême (1693), d'assesseur criminel (1696), et de secrétaire du roi (1712)[6]. Il acheta de nombreuses terres : En 1699, la terre des Bauries, par acte du 13 avril 1699, le comté de Montbron, la baronnie de Manteresse et la seigneurie de La Grelière à la famille Loménie de Brienne, le 24 juin 1704 (pour un montant de 150.000 livres), la terre seigneuriale du marquisat de Clairvaux (d'Anne d'Aumont, veuve de Gilles Fouquet) et la baronnie de Thuré, le 14 mai 1710 la baronnie de La Rochechandry, le 4 février 1712 les baronnies de Marthon et Blanzac à la famille de La Rochefoucauld[5],[6]. Il fit enregistrer son blason à l'Armorial général de 1696 [5]. Il fut anobli en 1693 par la fonction de maire d'Angoulême et par l'office de secrétaire du roi le 16 janvier 1712[1],[5],[7]. Il avait épousé en 1694 Madeleine Husson, d'une famille de Saintonge, qui lui survécut et qui se remaria en octobre 1718 à Armand de Saint-Martin, conseiller au parlement de Paris[5]. Il eut entre autres enfants Adrien-Étienne Chérade, qui suit.
- Adrien-Étienne Chérade, connu sous le titre de « comte de Montbron », lieutenant général d'Angoulême en 1730, décédé dans cette ville en 1744, avait épousé en 1735 Louise Deval. Il en eut, entre autres enfants, deux fils, Adrien-Alexandre-Étienne et Pierre-Étienne, qui furent les auteurs de deux branches[5].
  - L'auteur de la branche aînée, Adrien-Alexandre-Étienne Chérade de Montbron, connu sous le titre de « marquis de Clervaux », né en 1731, marié à Angoulême en 1759 à sa cousine Élisabeth le Musnier, veuve de Jean de Lageard, marquis de Cherval, obtint par lettres patentes de décembre 1766 l'érection en comté de sa seigneurie de Montbron[1],[5],[7].
  - L'auteur de la branche cadette, Pierre-Étienne Chérade de Montbron

## Personnalités
- Étienne Chérade (1633-1714), maire d'Angoulême en 1693, secrétaire du roi en 1712.
- Joseph Chérade de Montbron, comte de Montbron (1768-1852), homme politique et écrivain français.
- Xavier de Chérade de Montbron (1916-1955), pilote de chasse français.

## Alliances
Les principales alliances de la famille de Chérade de Montbron sont : de Fondenis de Boisragon (1745), de Larye (1747), d'Abos, de Calignon (1802), de Burquet de Chaufaille (1830), Berthelin de Doulevant (1859), de Martin du Tyrac de Marcellus (1863, 1891), de Bloniac (1884), de Nexon (1892), de Sarcus, Boihineult de La Boulardière, de Losado, de La Bachellerie, de Dannes, Carbonnier de Marzac, de La Lande, d'Hugonneau (1922), d'Arcy, de Saint Leon, de Fombelle, de Ganay, de Bony de Lavergne, de Marolles, de Rogier, de Tournemire, de Saize, de La Brosse, d'Antin Tournier de Vaillac, du Teilhet de Lamothe, de Vitry d'Avaucourt, Gardner de Béville.

## Armes et titre
Les armes de la famille se balsonnent ainsi : D'azur à trois losanges d'or.
Comte de Montbron par lettres patentes de décembre 1766,,.